# Muhammad ibn Marwan
Muḥammad ibn Marwān ibn al-Ḥakam (arabisch محمد بن مروان, gest. 719/720) war ein Umayyaden-Prinz und einer der bedeutendsten Generäle des Kalifats in der Zeit zwischen 690 und 710. Er vollendete die arabische Eroberung Armeniens. Er besiegte die Byzantiner und Eroberte die armenischen Territorien, schlug eine armenische Rebellion 704–705 nieder und formte die umayyadische Provinz, das Ostikanat Arminiya. Sein Sohn Marwan II. (reg. 744–750) war der letzte umayyadische Kalif.

## Leben
Muhammad war der Sohn von Kalif Marwan I. (reg. 684–685) von einer Sklavin namens Zaynab, und somit der Halbbruder von Kalif Abd al-Malik ibn Marwan (reg. 685–705).
Als Marwan den Thron bestieg, sandte er Muhammad nach Obermesopotamien um Armenien zu sichern. 691 befehligte er die Stoßtruppen seines Bruders bei der Schlacht von Maskin (معركة مسكن, Schlacht von Dayr al-Jathaliq, معركة دير الجثاليق) gegen Musʿab ibn az-Zubair (der Bruder des rivalisierenden Kalifen aus Mekka, ʿAbdallāh ibn az-Zubair). 692/693 schlug er eine byzantinische Armee in der Schlacht von Sebastopolis, unter anderem, indem er ein großes slawisches Kontingent der kaiserlichen Armee dazu brachte, zu ihm überzulaufen. Im nächsten Jahr fiel er mit Hilfe derselben Slawen in das byzantinische Asia Minor ein und errang einen Sieg gegen eine byzantinische Armee in der Nähe von Germanikeia; 695 plünderte er die Provinz des Vierten Armenien.
Von 699 bis 701 wurde er mit seinem Neffen, Abdallah ibn Abd al-Malik, in die Region des Irak entsandt um den Gouverneur al-Hajjaj ibn Yusuf in der Niederschlagung der Rebellion von Abd al-Rahman ibn Muhammad ibn al-Ash'ath zu unterstützen. 701 rückte Muhammad gegen das byzantinisch kontrollierte armenische Territorium östlich des Euphrates vor und zwang die Bevölkerung und den lokalen Gouverneur, Baanes, sich dem Kalifat zu unterwerfen. Bald nach seiner Rückreise rebellierten die Armenier jedoch und riefen die Byzantiner zu Hilfe. Wiederholte Kampagnen 703 und 704 durch Muhammad und Abdallah ibn Abd al-Malik löschten den Widerstand aus und Muhammad sicherte die muslimische Kontrolle weiter, indem er 705 ein groß angelegtes Massaker an den armenischen Fürstenfamilien der Nacharar durchführte.
Als al-Walid I. 705 an die Macht kam, begann Muhammad von seinem Neffen Maslama ibn Abd al-Malik verdrängt zu werden, der, ähnlich wie er selbst, als Kind einer Sklavin geboren worden war. Maslama übernahm die Führung der Kampagnen gegen Byzanz und ersetzte letztlich Muhammad komplett in seiner Funktion als Gouverneur von Mesopotamien, Armenien und Aserbaidschan 709/10. Muhammad starb 719 oder 720.

## Familie
Muhammad war der Vater des letzten Umayyaden-Kalifen, Marwan II. (reg. 744–750), den er von einer namentlich nicht bekannten Frau bekam, wahrscheinlich aus nicht-Arabischer Herkunft (nach einigen Quellen von kurdischer Herkunft). Einige Quellen berichten auch, dass Muhammad sie als Gefangene bei der Unterdrückung der Revolte von Ibn al-Zubayr erworben hatte.
Muhammad war auch mit zwei quraischitischen Frauen verheiratet, Umm Jumayl bint Abd al-Rahman, der Enkelin von Zayd ibn al-Khattab aus dem Clan der Banu Adi, sowie mit Bint Yazid ibn Abd Allah, der Enkelin von Shayba ibn Rabi'a aus dem Clan der Banu Abd Shams, dem Herkunfts-Clan der Umayyadendynastie.